# Kurhaus Ahrenshoop

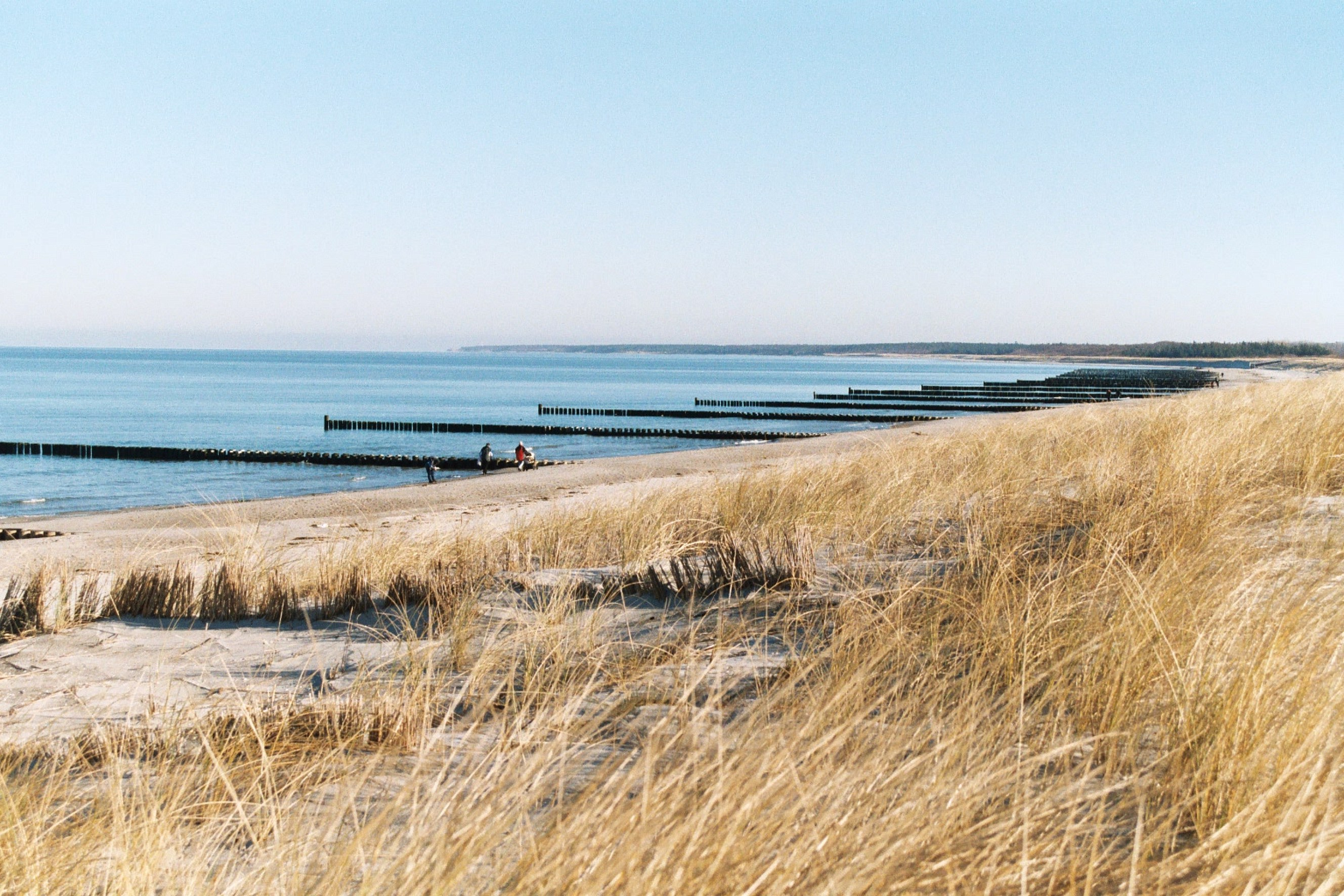
Küstenlinie vor dem Kurhaus (2004)

Das Kurhaus Ahrenshoop war ein Hotel in Ahrenshoop, Amt Darß/Fischland, Mecklenburg-Vorpommern.

## Das erste Kurhaus 1891
Die Ursprünge des Kurhauses Ahrenshoop liegen im Jahr 1891. Damals erwarb der Rostocker Unternehmer Carl Molchin Flächen in Ahrenshoop und errichtete bis 1893 das nach Herzog Bogislaw IV. von Pommern benannte Kurhaus Bogislaw, das sich schnell zu einem wichtigen Treffpunkt der Gesellschaft im für seine Künstlerkolonie bekannten Ort Ahrenshoop entwickelte.
1911 erwarb ein Fräulein von Walsleben das Anwesen. Neben dem Kurhaus Bogislaw errichtete sie 1912 das Cafe Bogislaw. Im Jahr 1919 wechselte das Kurhaus erneut den Besitzer, von Walsleben veräußerte es an den Ribnitzer Stadtrat a. D. Falkenberg und den Krefelder Unternehmer Oetker, blieb aber Eigentümerin des benachbarten Cafés. Zwischen von Walsleben und den neuen Eigentümern kam es zum Namensstreit um die Bezeichnung Bogislaw. In dessen Folge wurde das Kurhaus Bogislaw ab 1920 in Kurhaus umbenannt. Eigens für das Logo des Hotels wurde eine neue Typografie entworfen, die in abgewandelter Form bis heute verwendet wird.
Im Zuge der Aktion Rose wurde das Kurhaus 1953 verstaatlicht und unter dem Namen „Kurhotel“ vom FDGB-Feriendienst Rostock betrieben. Ein Jahr später erfolgte die Übernahme durch das DDR-Kulturministerium.

## Das zweite Kurhaus 1968

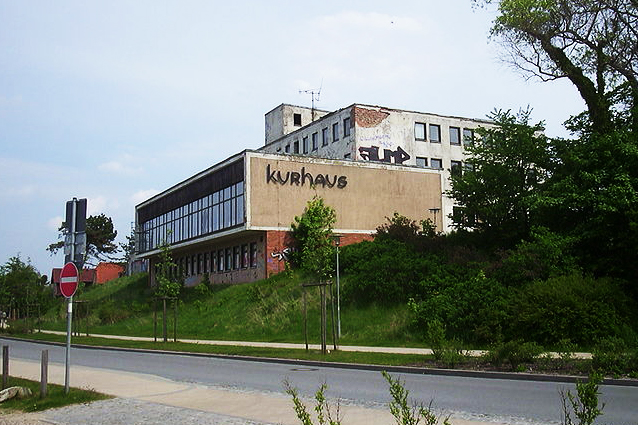
Die Ruine des Kurhauses von Westen (2000)

1968 wurde das alte Kurhaus geschlossen und abgerissen, um Platz für einen Neubau zu schaffen. Am 18. Juli 1970 wurde der rechtwinklige, streng wirkende Neubau des Kurhauses, für den man teilweise auf die alte Bausubstanz zurückgegriffen hatte, eröffnet. Die große Glasfront des Speisesaals mit Ostseeblick prägte das äußere Erscheinungsbild des Gebäudes, die moderne Küche und die Ausstattung der 21 Zimmer entsprachen dem damaligen Zeitgeist. Der verglaste Speisesaal des Kurhauses brachte dem Hotel den Spitznamen „Bonzenaquarium“ ein.
1975 wurde der Kurbetrieb mitsamt 90 Mitarbeitern vom neuen Hotelleiter Horst Mertinat übernommen. Trotz niedriger Restaurantpreise schaffte es Mertinat, das Kurhaus zu einer profitablen Einrichtung mit einem durchschnittlichen Tagesumsatz von 8000 Mark zu entwickeln. Insbesondere die Sommernachtsbälle sowie die kulinarischen Länderveranstaltungen waren bei den Gästen sehr beliebt, sodass die Veranstaltungen bereits im Vorverkauf schnell ausverkauft waren.
Mit der Wende kam auch das Ende des Kurhauses, welches im Jahr 1990 das einzige Hotel in Ahrenshoop war. Begleitet von Entlassungen lief der Betrieb noch bis zur Abwicklung durch die Treuhandanstalt im Herbst 1993. Danach verlor das Gebäude auf dem Schifferberg seine ursprüngliche Bestimmung als Herberge und verfiel in den 1990er Jahren zusehends.
Bekanntheit erlangte das Haus in dieser Zeit nur noch als Kulisse für kulturelle Aktionen. Im Februar 2008  inszenierte der Berliner Künstler Philipp Geist (* 1976) mit der Videoinstallation time lines einen Teil seiner Ausstellung Zeiten und Räume in der Ruine. Er verzichtete auf den Einsatz von Leinwänden und projizierte direkt von innen auf die Fensterfront des Kurhauses. Dabei setzte Geist vor allem auf das Zusammenspiel zwischen der maroden Bausubstanz des Gebäudes und seinen abstrakten, geometrischen Videoarbeiten.

## Ersatzneubau 2010

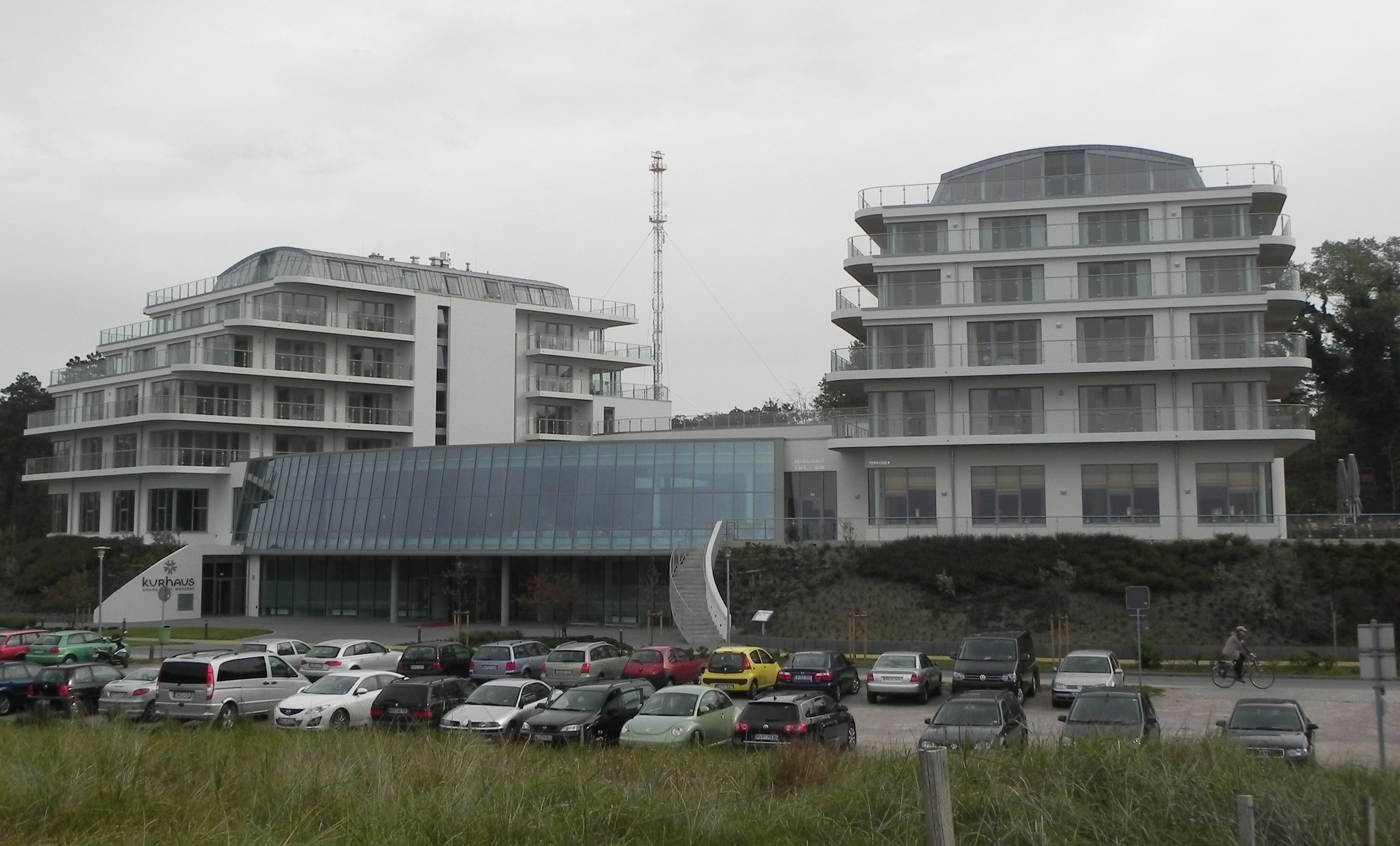
Ersatzneubau „Kurhaus Moderne“ (2010)

Nach jahrelangem Verfall wurde das zuletzt baufällige Kurhaus 2008 abgerissen und nach zweijähriger Bauzeit im Jahr 2010 ein Ersatzneubau als Grand Hotel & Spa Kurhaus Moderne neu eröffnet. Mit wechselndem Geschäftsführer und Eigentümer wurde der Hotelname noch einige Male geändert.
2013 war das Hotel Drehort des Mumblecore-Films Love Steaks.
Im Jahr 2016 entstand in dem Neubau der Dokumentarfilm Fünf Sterne von Annekatrin Hendel. In der Dokumentation beschäftigt sich Hendel während eines gemeinsamen Ostseeurlaubs intensiv mit ihrer an Lungenkrebs erkrankten Freundin, der Fotografin Ines Rastig.
Der Film wurde erstmals im Februar 2017 auf der 67. Berlinale im Rahmen der Sektion Panorama Dokumente gezeigt. Vier Monate nach dem Filmdreh im Januar 2016 starb Ines Rastig. Während ihres Aufenthalts fertigte Ines Rastig viele ungewöhnliche Arbeiten und Selbstporträts an. Ein Teil ihres Werks wurde im September 2016 im Hotel ausgestellt.